# Rivière Stewart (rivière Bostonnais)
Pour les articles homonymes, voir Stewart.
La rivière Stewart est un affluent de la rive sud-est de la rivière Bostonnais, coulant généralement vers le nord-ouest, entièrement dans la municipalité La Bostonnais, dans l’Agglomération de La Tuque, en Mauricie, au Québec, au Canada.
L’activité économique du bassin versant de la rivière Stewart est la foresterie. La surface de la rivière est généralement gelée de la mi-décembre à la mi-mars.

## Géographie
La rivière Stewart prend sa source à l'embouchure du lac Bourgeoys (longueur : 2,5 km ; altitude : 397 m). Ce lac situé près de la limite sud de la municipalité de La Bostonnais s’approvisionne surtout par la décharge (venant de l’est) des lacs Armand et Stuart, lesquels sont situés dans l’ex-territoire non organisé Petit-Lac-Wayagamac.
À partir de l’embouchure du lac Bourgeoys, la rivière Stewart coule sur 12,5 km, selon les segments suivants :
- 1,5 km vers le nord dans La Bostonnais en formant une courbe vers l’est, jusqu’au pont de la route 411 ;
- 1,6 km vers le nord-ouest, en formant une courbe vers le nord-est, jusqu’à la rive sud-est du lac Raisin ;

- 0,8 km vers le nord-ouest en traversant le lac Raisin (longueur : 1,9 km ; altitude : 385 m), jusqu’au barrage à son embouchure ;

- 2,6 km vers le nord-ouest, en longeant la route 411, jusqu’au barrage à l’embouchure d’un petit lac sans nom ;

- 6,0 km vers le nord-ouest, en coupant la route du rang Sud-Est en fin de segment, jusqu'à la confluence de la rivière[2].

La rivière Stewart se déverse sur la rive sud-est de la rivière Bostonnais, à 2,1 km en aval du pont couvert du village La Bostonnais. Cette confluence est située à 11,4 km au nord-est du centre-ville de La Tuque.
D’une longueur de 96 km, la rivière Bostonnais coule généralement vers le sud-ouest. Elle prend sa source de principaux plans d'eau, situés plus en altitude dans les montagnes au cœur de la Zec Kiskissink. En haute-Bostonnais, à partir du petit lac du Chalet, l'eau se déverse d'un lac à l'autre jusqu'à l'embouchure du Grand lac Bostonnais. La rivière Bostonnais se déverse sur la rive est de la rivière Saint-Maurice, du côté nord de la ville de La Tuque.

## Toponymie
Le toponyme rivière Stewart a été officialisé le 5 décembre 1968 à la Commission de toponymie du Québec.